# Rodolfo (humorista)
Rodolfo Carlos de Almeida, mais conhecido como Rodolfo (São Paulo, 30 de setembro de 1971), é um cantor, comediante, repórter e empresário brasileiro.
Fez sucesso no final dos anos 90 no programa Domingo Legal, do SBT, juntamente com seu parceiro ET, como era chamado Cláudio Chirinian.
Atualmente, é proprietário de uma pousada no município de Lima Duarte, no interior de Minas Gerais.

## Biografia
Rodolfo começou a carreira como repórter na Rádio Cruzeiro, no município de Cruzeiro. Posteriormente, foi assistente do apresentador Ratinho no programa 190 Urgente, na CNT/Gazeta. Juntamente com o apresentador, transferiu-se para a RecordTV em 1997, onde tornou-se conhecido nacionalmente quando fez parte da dupla humorística ET & Rodolfo no programa Ratinho Livre.
O sucesso da dupla fez Rodolfo e seu parceiro serem contratados pelo SBT em fevereiro de 1998, onde fariam parte do programa Domingo Legal. Em janeiro de 2001, Rodolfo tornou-se repórter do programa, após o fim da dupla devido à demissão de ET.
Em julho de 2009, Rodolfo cancelou seu contrato de pessoa jurídica com o SBT após ter o salário reduzido. Logo após romper o contrato, processou a rede por não ter recebido alguns direitos trabalhistas. Em 2012, ganhou em primeira instância o direito de receber parte dos encargos. No final de 2016, venceu o processo, mas o SBT recorreu e o pagamento da indenização foi adiado.
Em janeiro de 2010, Rodolfo voltou à televisão por meio da RedeTV!, tendo sido contratado para atuar no programa A Tarde É Sua, apresentado por Sonia Abrão. Ele ficou na rede durante três meses.
Em 2013, Rodolfo foi alvo de um sequestro-relâmpago na cidade de Pariquera-Açu, em São Paulo. Ele voltava de Blumenau, e após parar o carro para abastecer, assaltantes o abordaram, assumiram o controle do veículo e o ameaçaram. Ele foi deixado em Itanhaém, após quatro horas, e os criminosos levaram seu automóvel.
Durante um período de 2015, Rodolfo voltou à Record para fazer no programa Gugu um quadro semelhante ao feito no Domingo Legal, onde também acordava famosos. Em 2017, estava trabalhando no cultivo de hortaliças orgânicas em uma chácara. Em 2018, após entrar em um acordo com o SBT, foi indenizado em R$ 6 milhões. O humorista retornou à RecordTV em 2021, no programa A Noite é Nossa, apresentado por Geraldo Luís.

## Filmografia
Televisão
| Ano       | Título          | Emissora   | Cargo      |
| --------- | --------------- | ---------- | ---------- |
| 1996-1997 | 190 Urgente     | CNT/Gazeta | Assistente |
| 1997-1998 | Ratinho Livre   | RecordTV   | Assistente |
| 1998-2009 | Domingo Legal   | SBT        | Repórter   |
| 2010      | A Tarde É Sua   | RedeTV!    | Repórter   |
| 2015      | Gugu            | RecordTV   | Repórter   |
| 2021      | A Noite é Nossa | RecordTV   | Repórter   |